# Красов (Львовская область)
Красов (укр. Красів) — село в Тростянецкой сельской общине Стрыйского района Львовской области Украины.
Население по переписи 2001 года составляло 433 человека. Занимает площадь 1,499 км². Почтовый индекс — 81611. Телефонный код — 3241.